# Яківці
Я́ківці — село в Україні, у Цуманській селищній громаді Луцького району Волинської області. Населення становить 248 осіб.

## Географія
Село розташоване за 52 км від обласного та районного центру та за 6 км від селища Цумань. Селом тече річка Путилівка. На схід від села розташована комплексна пам'ятка природи — Горинські Крутосхили. Найближча залізнична станція — Цумань (за 6,6 км). 

## Історія
Село засноване 1866 року. 
У 1906 році село Цуманської волості Луцького повіту Волинської губернії. Відстань від повітового міста 45 верст, від волості 15. Дворів 22, мешканців 136.
12 червня 2020 року, в ході децентралізації, Грем'яченська сільська рада увійшла до  Цуманської селищної громади.
19 липня 2020 року, в результаті адміністративно-територіальної реформи та ліквідації Ківерцівського району, село увійшло до складу Луцького району.

## Населення
Згідно з переписом УРСР 1989 року чисельність наявного населення села становила 350 осіб, з яких 175 чоловіків та 175 жінок.
За переписом населення України 2001 року в селі мешкало 248 осіб.

### Мова
Розподіл населення за рідною мовою за даними перепису 2001 року:
| Мова       | Відсоток |
| ---------- | -------- |
| українська | 99,19 %  |
| російська  | 0,81 %   |